# American Music Awards de 2021
A 49.ª edição anual do American Music Awards foi realizada em 21 de novembro de 2021, no Microsoft Theater, em Los Angeles, Califórnia, nos Estados Unidos, em reconhecimento aos artistas, singles e álbuns mais populares de 2021. 
Cardi B foi a apresentadora da cerimónia, seguindo Queen Latifah (1995) como as únicas rappers femininas na história a apresentar o AMAs. Cardi B tornou-se a primeira artista a ganhar três vezes o prêmio de Canção de Rap/Hip Hop Favorita. BTS, Doja Cat, e Megan Thee Stallion ganharam três premios cada.
A cerimônia foi notável por ser a primeira produzida sob a bandeira da MRC Live & Alternative, anteriormente conhecida como Dick Clark Productions, após o uso desse nome ter sido eliminado no mês anterior. No entanto, este seria o único ano produzido sob esta bandeira, já que o nome Dick Clark Productions foi retomado em agosto de 2022.
As indicações foram anunciadas no Good Morning America da ABC, no programa matinal do Spotify "The Get Up", e também através da conta do Twitter do American Music Awards em 28 de outubro de 2021. Três novas categorias foram introduzidas em 2021: Canção Tendência Favorita, Duo ou Grupo Latino Favorito, e Artista Gospel Favorito.
Olivia Rodrigo recebeu o maior número de indicações com sete, seguida pelo The Weeknd com seis, e Bad Bunny, Doja Cat e Giveon com cinco cada. BTS tornou-se o primeiro ato asiático a receber uma indicação em Artista do Ano. BTS, Doja Cat e Megan Thee Stallion foram os artistas mais premiados da cerimônia desse ano, com 3 prêmios cada.
Além disso, foi anunciado, no final de outubro, que embora o cantor de música country Morgan Wallen tenha recebido duas indicações, "Cantor de Country Favonio" e "Álbum de Country Favonio", após surgirem noticias de seu comportamento racista em 2020 e 2021, o que fez com que sua música não fosse mais promovida, e ele tivesse seu contrato com a gravadora Republic Records suspenso, ele não foi autorizado a comparecer à cerimônia ou aceitar quaisquer prêmios ganhos remotamente. A produtora do programa anunciou ainda que planeja avaliar sua conduta futura ao decidir convidá-lo a comparecer a cerimônias futuras.

## Apresentações
| Artista(s)                        | Canção | Apresentado por |
| --------------------------------- | --- | --------------- |
| Silk Sonic                        | "Smokin Out the Window" | —               |
| Coldplay BTS                      | "My Universe" | Cardi B         |
| Olivia Rodrigo                    | "Traitor" | Cardi B         |
| Tyler, the Creator                | "Massa" | Cardi B         |
| Jason Aldean Carrie Underwood     | "If I Didn't Love You" | —               |
| Bad Bunny Tainy Julieta Venegas   | "Lo Siento BB:/" | Cardi B         |
| Måneskin                          | "Beggin'" | Cardi B         |
| Chlöe                             | "Have Mercy" | D-Nice          |
| Jennifer Lopez                    | "On My Way" | Cardi B         |
| Mickey Guyton                     | "All American" | Cardi B         |
| Givēon                            | "Heartbreak Anniversary" | Cardi B         |
| Kane Brown                        | "One Mississippi" | —               |
| New Edition New Kids on the Block | Medley: "You Got It (The Right Stuff)" (New Kids on the Block) "Candy Girl" (New Edition) "Step by Step" (New Kids on the Block) "Mr. Telephone Man" (New Edition) "Is This the End"/"Please Don't Go Girl" (New Edition e New Kids on the Block) "Can You Stand the Rain" (New Edition) "Hangin' Tough" (New Kids on the Block e New Edition) "If It Isn't Love" (New Edition e New Kids on the Block) | —               |
| Walker Hayes                      | "Fancy Like" | Cardi B         |
| Zoe Wees                          | "Girls Like Us" | Winnie Harlow   |
| BTS                               | "Butter" | Cardi B         |

Notas
1. 1 2  Pré-gravado no campus da Tennessee State University, em Nashville, Tennessee, nos Estados Unidos.
2. ↑  Megan Thee Stallion iria se apresentar com BTS, mas desistiu “devido a um assunto pessoal inesperado”.

## Vencedores e indicados
|  | Indica o vencedor dentro de cada categoria. |

| Artista do Ano (apresentado por Liza Koshy) | Artista Revelação do Ano (apresentado por Machine Gun Kelly) |
| --- | --- |
| - BTS - Ariana Grande - Drake - Olivia Rodrigo - Taylor Swift - The Weeknd | - Olivia Rodrigo - 24kGoldn - Giveon - Masked Wolf - The Kid Laroi |
| Vídeo Musical Favorito | Colaboração do Ano |
| - Lil Nas X – "Montero (Call Me By Your Name)" - Silk Sonic (Bruno Mars, Anderson .Paak) – "Leave the Door Open" - Cardi B – "Up" - Olivia Rodrigo – "Drivers License" - The Weeknd – "Save Your Tears"        | - Doja Cat com part. de SZA – "Kiss Me More" - 24kGoldn com part. de Iann Dior – "Mood" - Bad Bunny e Jhay Cortez – "Dakiti" - Chris Brown e Young Thug – "Go Crazy" - Justin Bieber com part. de Daniel Caesar e Giveon – "Peaches" |
| Artista Masculino de Pop Favorito | Artista Feminina de Pop Favorita |
| - Ed Sheeran - Drake - Justin Bieber - Lil Nas X - The Weeknd | - Taylor Swift - Ariana Grande - Doja Cat - Dua Lipa - Olivia Rodrigo |
| Artista Masculino de Hip-Hop Favorito | Artista Feminina de Hip-Hop Favorita |
| - Drake - Lil Baby - Moneybagg Yo - Polo G - Pop Smoke | - Megan Thee Stallion - Cardi B - Coi Leray - Erica Banks - Saweetie |
| Artista Masculino de Country Favorito | Artista Feminina de Country Favorita |
| - Luke Bryan - Chris Stapleton - Jason Aldean - Luke Combs - Morgan Wallen | - Carrie Underwood - Gabby Barrett - Kacey Musgraves - Maren Morris - Miranda Lambert |
| Artista Masculino de R&B Favorito | Artista Feminina de R&B Favorita |
| - The Weeknd - Chris Brown - Giveon - Tank - Usher | - Doja Cat - H.E.R. - Jazmine Sullivan - Jhené Aiko - SZA |
| Cantor Latino Favorito | Cantora Latina Favorita (apresentado por Anthony Ramos) |
| - Bad Bunny - J Balvin - Maluma - Ozuna - Rauw Alejandro | - Becky G - Kali Uchis - Karol G - Natti Natasha - Rosalía |
| Artista de Rock Favorito (apresentado por Ansel Elgort e Rachel Zegler) | Artista de Dance/Música Eletrônica Favorito |
| - Machine Gun Kelly - AJR - All Time Low - Foo Fighters - Glass Animals | - Marshmello - David Guetta - Illenium - Regard - Tiësto |
| Artista Inspiracional Favorito | Artista Gospel Favorito |
| - Carrie Underwood - Cain - Elevation Worship - Lauren Daigle - Zach Williams | - Kanye West - Kirk Franklin - Koryn Hawthorne - Maverick City Music - Tasha Cobbs Leonard |
| Dupla ou Grupo de Pop Favorito (apresentado por JoJo Siwa) | Dupla ou Grupo de Country Favorito |
| - BTS - AJR - Glass Animals - Maroon 5 - Silk Sonic | - Dan + Shay - Florida Georgia Line - Lady A - Old Dominion - Zac Brown Band |
| Dupla ou Grupo Latino Favorito | Canção Tendência Favorita (apresentado por Madelyn Cline) |
| - Banda MS de Sergio Lizárraga - Calibre 50 - Eslabon Armado - La Arrolladora Banda El Limón De Rene Camacho - Los Dos Carnales                                                                                | - Megan Thee Stallion – "Body" - Erica Banks – "Buss It" - Måneskin – "Beggin'" - Olivia Rodrigo – "Drivers License" - Popp Hunna – "Adderall (Corvette Corvette)"                                                                   |
| Canção de Pop Favorita (apresentado por J. B. Smoove) | Álbum de Pop Favorito (apresentado por Brandy) |
| - BTS – "Butter" - Doja Cat com part. de SZA – "Kiss Me More" - Dua Lipa – "Levitating" - Olivia Rodrigo – "Drivers License" - The Weeknd e Ariana Grande – "Save Your Tears (Remix)"                          | - Taylor Swift – Evermore - Ariana Grande – Positions - Dua Lipa – Future Nostalgia - Olivia Rodrigo – Sour - The Kid Laroi – F*ck Love                                                                                              |
| Canção de Hip-Hop Favorita (apresentado por Marsai Martin) | Álbum de Hip-Hop Favorito |
| - Cardi B – "Up" - Internet Money com part. de Gunna, Don Toliver e Nav – "Lemonade" - Lil Tjay com part. de 6lack – "Calling My Phone" - Polo G – "Rapstar" - Pop Smoke – "What You Know Bout Love"           | - Megan Thee Stallion – Good News - Drake – Certified Lover Boy - Juice Wrld – Legends Never Die - Pop Smoke – Shoot for the Stars, Aim for the Moon - Rod Wave – SoulFly                                                            |
| Canção de Country Favorita | Álbum de Country Favorito |
| - Gabby Barrett – "The Good Ones" - Chris Stapleton – "Starting Over" - Chris Young e Kane Brown – "Famous Friends" - Luke Combs – "Forever After All" - Walker Hayes – "Fancy Like"                           | - Gabby Barrett – Goldmine - Chris Stapleton – Starting Over - Lee Brice – Hey World - Luke Bryan – Born Here Live Here Die Here - Morgan Wallen – Dangerous: The Double Album                                                       |
| Canção de 'R&B Favorita | Álbum de R&B Favorito |
| - Silk Sonic (Bruno Mars, Anderson .Paak) – "Leave the Door Open" - Chris Brown e Young Thug – "Go Crazy" - Giveon – "Heartbreak Anniversary" - H.E.R. – "Damage" - Jazmine Sullivan – "Pick Up Your Feelings" | - Doja Cat – Planet Her - Giveon – When It's All Said and Done... Take Time - H.E.R. – Back of My Mind - Jazmine Sullivan – Heaux Tales - Queen Naija – Missunderstood                                                               |
| Canção Latina Favorita | Álbum Latino Favorito (apresentado por Billy Porter) |
| - Kali Uchis – "Telepatía" - Bad Bunny e Jhay Cortez – "Dakiti" - Bad Bunny e Rosalía – "La Noche de Anoche" - Farruko – "Pepas" - Maluma e The Weeknd – "Hawái (Remix)"                                       | - Bad Bunny – El Último Tour del Mundo - Kali Uchis – Sin Miedo (del Amor y Otros Demonios) - Karol G – KG0516 - Maluma – Papi Juancho - Rauw Alejandro – Afrodisíaco                                                                |